# Bible (télévision)
Pour les articles homonymes, voir Bible (homonymie).

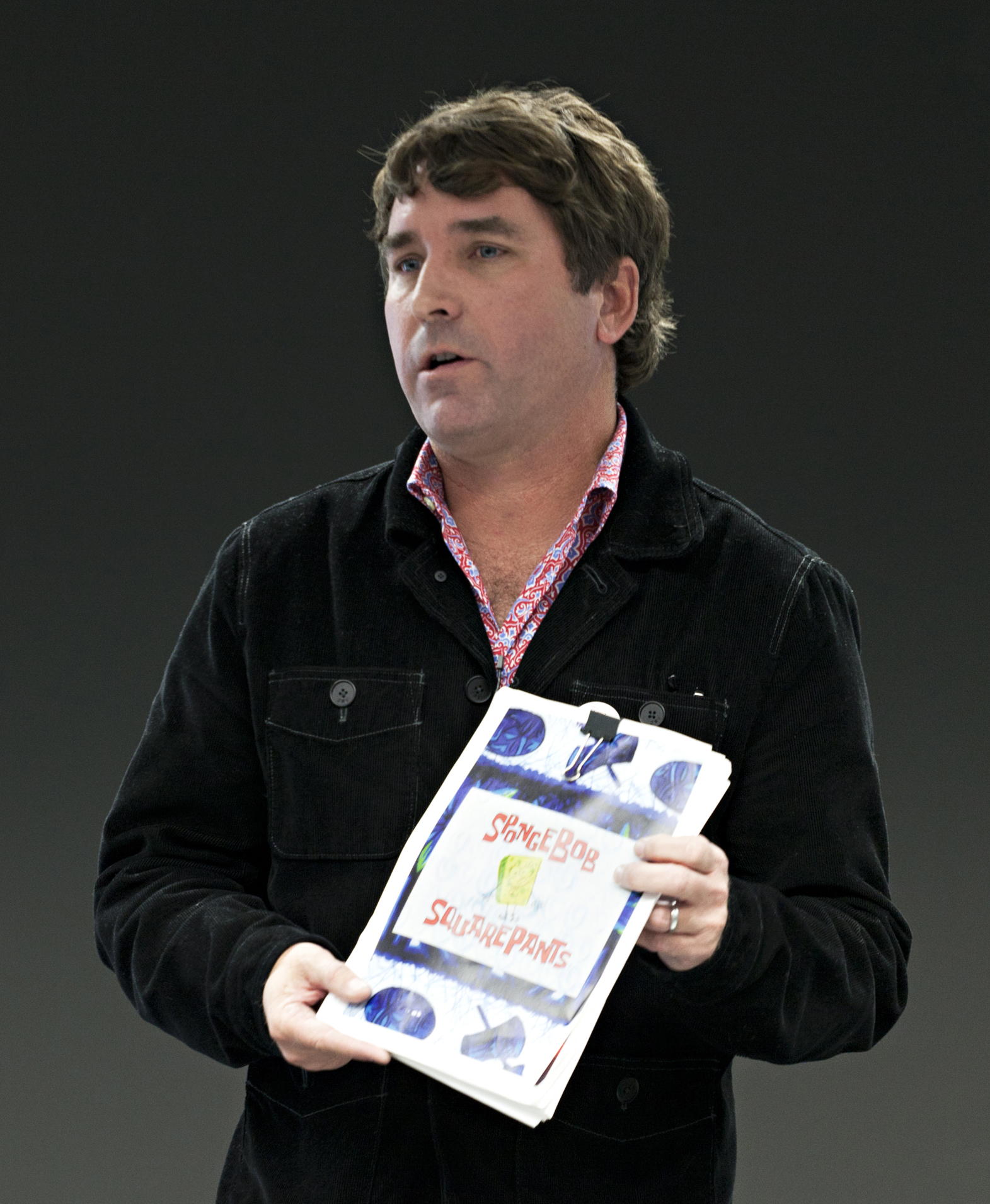
Stephen Hillenburg tenant la bible de la série animée Bob l'éponge en 2011.

Dans la terminologie des séries télévisées, une bible est un document de travail qui réunit l'ensemble des informations fondamentales concernant la série. Conçue très tôt dans le développement de la série, la bible sert de référence à l'ensemble de l'équipe de production, notamment aux scénaristes dans l'écriture des épisodes, et assure ainsi la cohérence du résultat final.
La bible réunit en particulier les principales informations concernant l'univers et les personnages de la série (biographies, profils psychologiques, habitudes vestimentaires, évolutions possibles des protagonistes, etc.). Au fil de la progression de la série, les principales données concernant les épisodes terminés et l'évolution des personnages y sont consignées, afin d'éviter dans les épisodes suivants toute rupture de la continuité.
En fiction, la bible d'univers est le produit d'un processus créatif appelé worldbuilding.

## Définition générale
En France, la bible a fait l'objet d'une définition légale élaborée par la Société des auteurs et compositeurs dramatiques en 1998 afin de permettre une rémunération correcte des scénaristes. Cette définition indique que « La  bible  est  le  document  de  référence  original  et  fondateur  d'une  série  ;  elle  détermine  et  décrit  les  éléments nécessaires à l'écriture, par des auteurs différents, des épisodes d'une œuvre télévisuelle. C'est l'outil qui donne aux auteurs qui collaborent ou collaboreront à l'œuvre les clés de son fonctionnement et de sa cohérence. » Elle fournit « l'ensemble des éléments permanents indispensables au développement de la série » et décrit « de  façon  détaillée  le  cadre  général  dans lequel  évolueront  les  personnages principaux de la série : les éléments dramatiques communs, les lieux, les thèmes, la progression dramatique, la description  détaillée  des  personnages  principaux  et  de  leurs  relations ». Elle doit également contenir des exemples de sujets à développer dans la série et le synopsis de quelques épisodes. À défaut de bible en bonne et due forme, l'épisode pilote d'une série peut être considéré comme sa bible pour l'élaboration des suivants.

## Bible graphique
En dehors de cette définition courante de la bible (ou "bible littéraire"), il existe d'autres types de bibles, appelées ainsi par référence à la précédente.
Une série d'animation requiert ainsi une bible graphique qui, selon le site Internet de la SACD, « donne aux graphistes qui collaborent ou collaboreront à la série, les clés de son style visuel, de sa cohérence et de son fonctionnement ». Ce document « comprend en nombre suffisant, mais pas nécessairement exhaustif, les éléments graphiques, modèles originaux des personnages et décors principaux récurrents de la série. Elle les présente tels qu'ils apparaîtront dans la série, ou dans un rendu au plus près possible du rendu final, en fonction des techniques utilisées et en conformité avec les contraintes de production ». La bible graphique se distingue des esquisses ou recherches préalables pour l'univers visuel d'une série, ou encore des poses-clés des personnages destinées aux animateurs.

## Bible d'univers transmédia
Avec le développement de la transmédialité qui amène à développer un univers de fiction sur plusieurs médias simultanément, on parle de « bible de l'univers transmédia natif » pour désigner « le document de référence original et fondateur d'une création transmédia [qui] détermine et décrit les éléments nécessaires à l'écriture de chacune des briques de cet univers (fiction télévisuelle, long métrage cinéma, fiction radio, site web, jeu vidéo, spectacle vivant, bande dessinée, application, édition numérique...) [et] donne aux auteurs qui collaborent ou collaboreront à chacune des briques, les clés de son fonctionnement et de sa cohérence. » La bible transmédia « [décrit] de façon détaillée, par support d'exploitation, les éléments communs à chacun des supports : le cadre général dans lequel évolueront les personnages principaux de l'univers, les grands principes de la narration/dramaturgie, les intentions visuelles, l'articulation narrative entre chacun des supports, l'expérience utilisateur, les lieux, les thèmes... »